# بنجامين فلاندرز
بنجامين فلاندرز هو سياسي أمريكي، ولد في 26 يناير 1816 في Bristol, New Hampshire ‏ في الولايات المتحدة، وتوفي في 13 مارس 1896 في مقاطعة لافايت في الولايات المتحدة. نشط حزبياً في الحزب الجمهوري. وقد انتخب حاكم لويزيانا ‏ (3 يونيو 1867 – 8 يناير 1868) وانتخب عمدة نيو أورلينز ‏ وانتخب عضو مجلس النواب الأمريكي ‏.